# Calamus arctifrons
Calamus arctifrons е вид бодлоперка от семейство Sparidae. Видът не е застрашен от изчезване.

## Разпространение
Разпространен е в САЩ.

## Описание
На дължина достигат до 25 cm.